# جيمي وولف (لاعب كرة قدم)
جيمي وولف (بالإنجليزية: Jimmy Woolf)‏ هو لاعب كرة قدم جنوب أفريقي، ولد في 28 يناير 1916 في جوهانسبرغ في جنوب أفريقيا، وتوفي في 2003. لعب مع نادي ساوثهامبتون ونادي غيلفورد سيتي.